# Heteropogon palaestinensis
Heteropogon palaestinensis là một loài ruồi trong họ Asilidae. Heteropogon palaestinensis được Theodor miêu tả năm 1980. Loài này phân bố ở vùng Cổ Bắc giới và châu Á.